# Ремоллон
Ремолло́н (фр. Remollon, окс. Remolon) — коммуна во Франции, находится в регионе Прованс — Альпы — Лазурный Берег. Департамент коммуны — Верхние Альпы. Входит в состав кантона Шорж. Округ коммуны — Гап.
Код INSEE коммуны — 05115.

## Население
Население коммуны на 2008 год составляло 425 человек.
| 1962 | 1968 | 1975 | 1982 | 1990 | 1999 | 2008 |
| ---- | ---- | ---- | ---- | ---- | ---- | ---- |
| 191  | 295  | 259  | 278  | 332  | 398  | 425  |

## Экономика
Основу экономики составляют сельское хозяйство и садоводство (яблони, груши, персики).
В 2007 году среди 270 человек в трудоспособном возрасте (15—64 лет) 203 были экономически активными, 67 — неактивными (показатель активности — 75,2 %, в 1999 году было 68,4 %). Из 203 активных работали 177 человек (100 мужчин и 77 женщин), безработных было 26 (9 мужчин и 17 женщин). Среди 67 неактивных 23 человека были учениками или студентами, 17 — пенсионерами, 27 были неактивными по другим причинам.

## Достопримечательности
- Колокольня (XVI век).
- Часовня Нотр-Дам-де-Клеманс, которую также часто называют часовня Сен-Рош (1854 год).
- Старый город с узкими улочками и арками.

## Фотогалерея

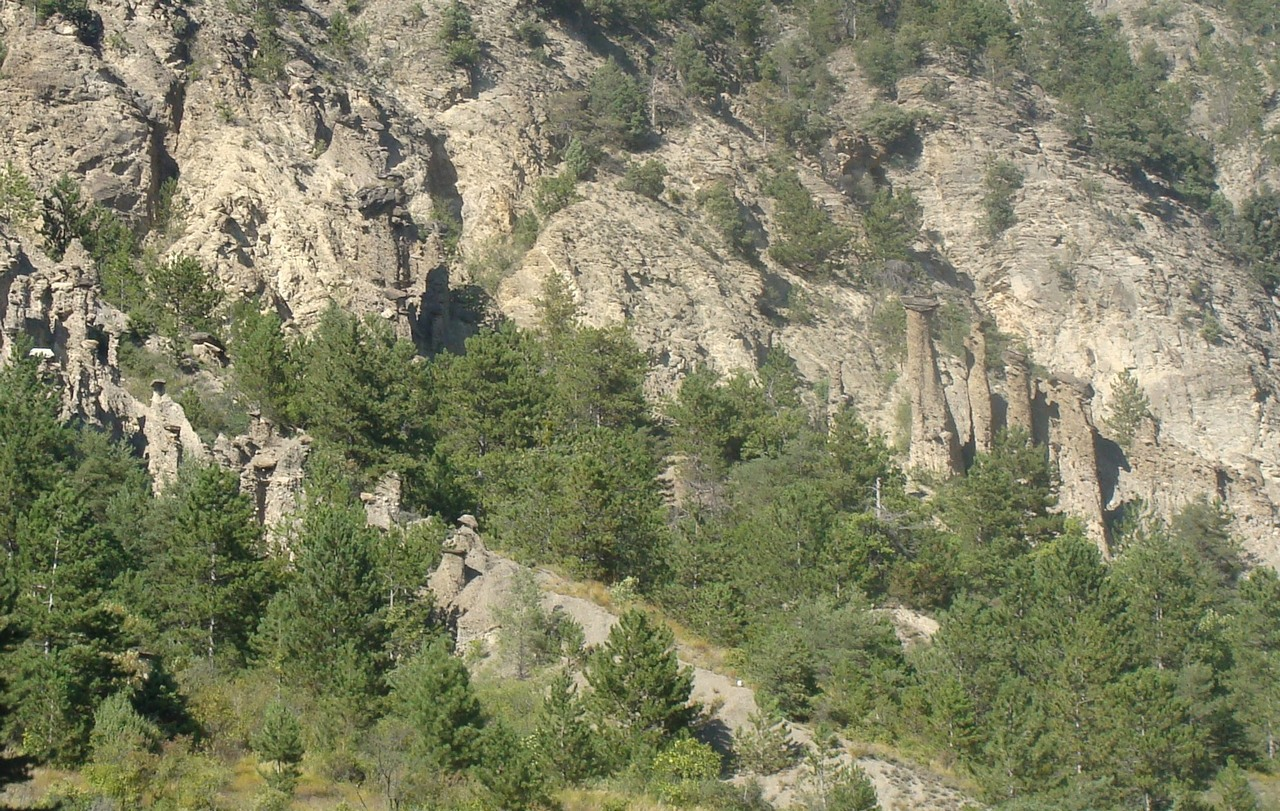
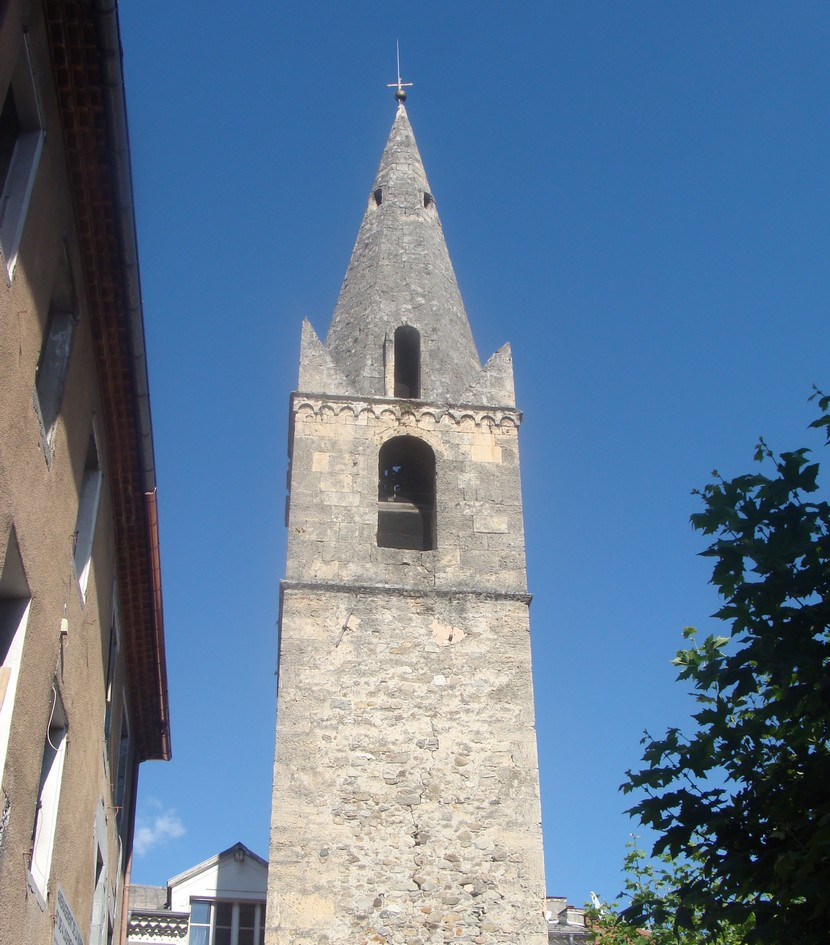
Колокольня
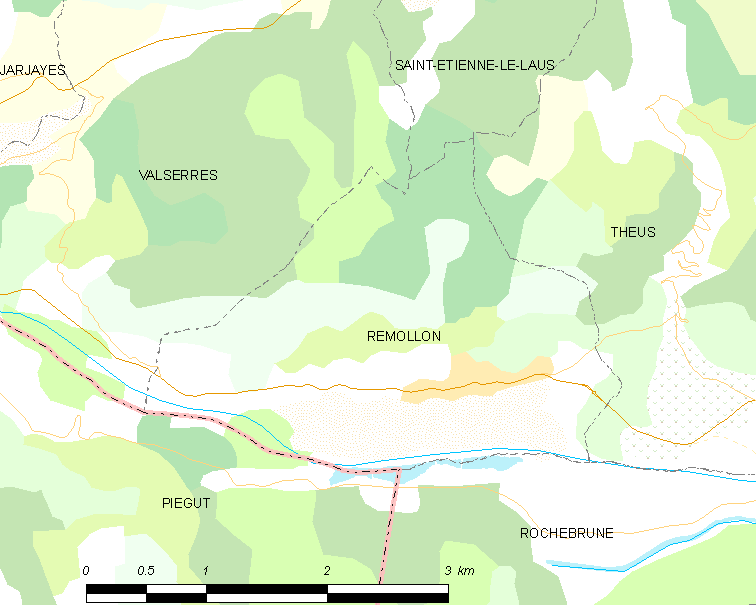
Карта коммуны